# 113 km (przystanek kolejowy w obwodzie briańskim)
113 km (ros. 113 км) – przystanek kolejowy w pobliżu miejscowości Puczkowka, w rejonie unieckim, w obwodzie briańskim, w Rosji. Położony jest na linii Briańsk - Homel.